# William Beebe
Charles William Beebe (29 de juliol de 1877 – 4 de juny de 1962) va ser un naturalista nord-americà, explorador i autor de Ser naturalista és millor que ser un Rei.
Va néixer en el si d'una família acomodada del districte de Brooklyn, Nova York. Va estudiar zoologia a la Universitat de Colúmbia i va treballar com a cuidador d'aus en la Societat Zoològica de Nova York. Va deixar aquest treball per lliurar-se a una vida aventurera, viatjant per Àsia i Amèrica del Sud acompanyat de diverses ajudants.
A mitjan anys 1920 va viatjar a les illes Galápagos, on va començar a realitzar immersions en alta mar. Més tard va formar equip amb Otis Barton, qui provenia d'una família molt rica i va aportar els 12.000 dòlars que li van permetre dissenyar i construir la primera batisfera. En 1930, amb la primera immersió de la batisfera, van aconseguir descendir a una profunditat de 183 m, establint un rècord mundial, i en 1934 van aconseguir superar el rècord de descens anterior, aconseguint els 923 metres de profunditat, marca que es va mantenir fins passada la Segona Guerra Mundial. Després d'aquest extraordinari esdeveniment, Beebe va perdre l'interès per les immersions i es va dedicar a l'estudi de la zoologia i l'entomologia tropical en les selves de Trinidad i Veneçuela.

## Obra
Beebe va escriure múltiples llibres de les seves expedicions, alguns van ser grans vendes, sent especialment interessants les seves exploracions en el mar. Entre els llibres de divulgació que va escriure destaquen Galápagos, fi del món i Dies en la selva, a més d'altres llibres amb temes com la fauna, la flora, o l'ornitologia.
- Two Birds Lovers in Mexico, 1905
- The Birds: Its Form and Function, 1906
- Tropical Wild Life, 1917
- Monograph of the Pheasants, 1918-1922 (4 tomos)
- Jungle Peace, 1918
- Galápagos, World's End, 1923
- Jungle's Days, 1925
- The Arcturus Adventure: Beneath Tropic Seas, 1928
- Half Mile Down, 1934
- Book of Bays, 1942
- The Book of Naturalists, 1945
- High Jungle, 1949